# Propebela spitzbergensis
A Propebela spitzbergensis é uma espécie de molusco gastrópode marinho, pertencente à família Mangeliidae. Em termos mais simples, é um tipo de caracol marinho com características específicas. O nome "spitzbergensis" faz referência à sua localização original, a região de Spitzbergen, um arquipélago ártico da Noruega.

### Características
- Concha: Sua concha é relativamente pequena, variando entre 7 e 20 mm de comprimento. Apresenta uma forma característica, com um ângulo projetado que pode se tornar uma borda afiada. Além disso, possui uma escultura com estrias espirais bem marcadas.
- Habitat: É uma espécie encontrada em águas frias e profundas, típicas das regiões árticas. Seu habitat natural inclui o mar ao redor de Spitzbergen.

- Relação com outras espécies: A Propebela spitzbergensis apresenta similaridades com outras espécies do gênero Propebela, como a Propebela rugulata. No entanto, a escultura da concha e algumas características da rádula (estrutura usada para raspar o alimento) a diferenciam.

### Adaptação para viver no ártico
Essa espécie de molusco, com sua concha característica e adaptação à vida nas águas frias do Ártico, continua sendo objeto de estudo para muitos pesquisadores.
- Concha resistente: A concha da Propebela spitzbergensis é mais espessa e robusta do que a de muitas outras espécies de moluscos, o que a ajuda a resistir às condições adversas do ambiente ártico, como a pressão da água e as baixas temperaturas.
- Metabolismo lento: Para sobreviver em águas frias, esses moluscos possuem um metabolismo mais lento, o que significa que necessitam de menos alimento e energia.
- Dieta: A dieta da Propebela spitzbergensis provavelmente consiste em pequenos organismos marinhos, como plâncton e outros invertebrados, que são abundantes em seu habitat.

### Importância ecológica
- Indicador ambiental: Devido à sua sensibilidade às mudanças ambientais, a Propebela spitzbergensis pode ser utilizada como um indicador da saúde dos ecossistemas marinhos árticos. Mudanças em sua distribuição ou abundância podem sinalizar alterações na qualidade da água, na temperatura ou na disponibilidade de alimentos.
- Parte da cadeia alimentar: Como presa de outros animais marinhos, a Propebela spitzbergensis desempenha um papel importante na cadeia alimentar, contribuindo para a manutenção da biodiversidade.

### Possíveis áreas de pesquisa
- Impacto das mudanças climáticas: Com o aquecimento global, as condições nas regiões árticas estão mudando rapidamente. Estudos futuros podem investigar como essas mudanças estão afetando a distribuição, abundância e fisiologia da Propebela spitzbergensis.
- Genética: Análises genéticas podem ajudar a elucidar as relações evolutivas entre a Propebela spitzbergensis e outras espécies do gênero, além de fornecer informações sobre sua diversidade genética.
- Papel na comunidade bentônica: A Propebela spitzbergensis faz parte da comunidade bentônica, ou seja, dos organismos que vivem no fundo do mar. Estudos futuros podem explorar as interações ecológicas entre essa espécie e outros organismos bentônicos.